# Amymone

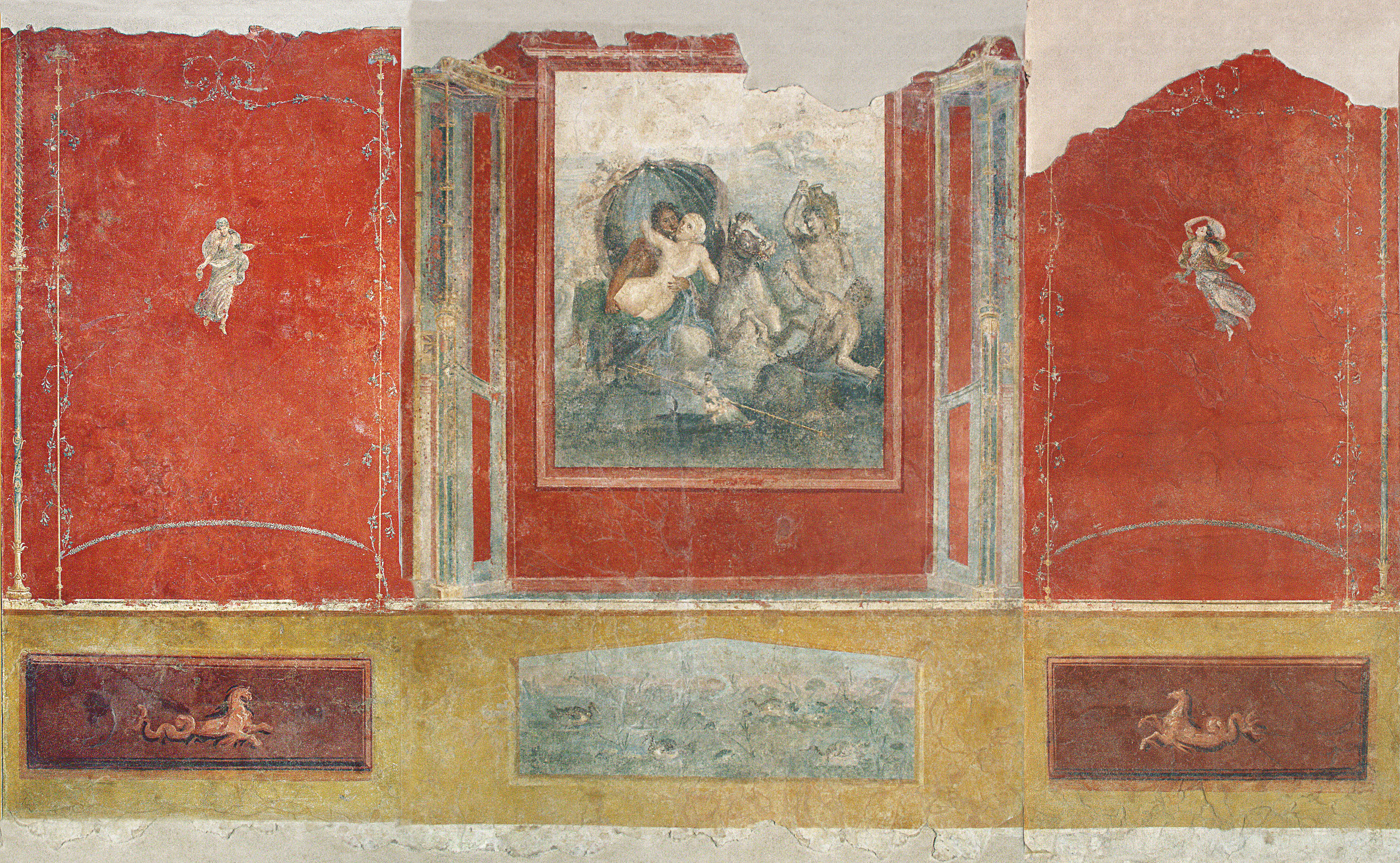
Fresco van Neptunus en Amymone in het triclinium van de Villa Carmiano te Stabiae.

In de Griekse mythologie is Amymone (Oud-Grieks: Αμυμωνη) een van de vijftig Danaïden, dochters van de Libische koning Danaos.
Bij zijn aankomst in Argos zond Danaos zijn dochters om water daar de stad door droogte getroffen was. Amymone, die op een hert joeg, maakte een satyr wakker en werd aangerand. Poseidon, de god die Argos gestraft had, hoorde haar geroep en kwam ter hulp. Om haar zelf te bezitten vertelde hij haar waar de bronnen rond Lerna lagen, waardoor Amymone de stad terug vruchtbaar kon maken. Uit haar liefde met de god kwam een zoon Nauplios voort.
Nadien deelde Amymone het lot van haar zusters. Ze trouwde met een van de zonen van Aigyptos en doodde hem tijdens de huwelijksnacht, waarna ze veroordeeld werd tot de kwelling van de Danaïden in de onderwereld.

## Voetnoten
1. ↑  Volgens pseudo-Apollodorus (II, 1, 5) was haar moeder Europa, voor het overige onbekend.
2. ↑  Midanos volgens Hyginus (CLXX) maar Encelados volgens Apollodorus (II, 1, 5).